# So You Think You Can Dance
So You Think You Can Dance er et amerikansk TV-program på Fox Network som havde premiere den 20. juli 2005, og med Lauren Sanchez som programleder. Amatørdansere fra hele USA meldte sig til for at danse for en jury, der bestemte hvem der gik videre. Udover i programmet er det op til TV-seerne hvem, der går videre.

## Detaljer
| Sæson | År   | Vinder           | 2. plads              | 3. plads          | 4. plads         | Vært           | Jury                                            |
| ----- | ---- | ---------------- | --------------------- | ----------------- | ---------------- | -------------- | ----------------------------------------------- |
| 1     | 2005 | Nick Lazzarini   | Melody Lacayanga      | Jamile McGee      | Ashlé Dawson     | Lauren Sánchez | Nigel Lythgoe Gæster                            |
| 2     | 2006 | Benji Schwimmer  | Travis Wall           | Donyelle Jones    | Heidi Groskreutz | Cat Deeley     | Nigel Lythgoe Gæster                            |
| 3     | 2007 | Sabra Johnson    | Danny Tidwell         | Neil Haskell      | Lacey Schwimmer  | Cat Deeley     | Nigel Lythgoe Mary Murphy Gæster                |
| 4     | 2008 | Joshua Allen     | Stephen "Twitch" Boss | Katee Shean       | Courtney Galiano | Cat Deeley     | Nigel Lythgoe Mary Murphy Gæster                |
| 5     | 2009 | Jeanine Mason    | Brandon Bryant        | Evan Kasprzak     | Kayla Radomski   | Cat Deeley     | Nigel Lythgoe Mary Murphy Gæster                |
| 6     | 2009 | Russell Ferguson | Jakob Karr            | Kathryn McCormick | Ellenore Scott   | Cat Deeley     | Nigel Lythgoe Mary Murphy Adam Shankman         |
| 7     | 2010 | Lauren Froderman | Kent Boyd             | Robert Roldan     | AdéChiké Torbert | Cat Deeley     | Nigel Lythgoe Mia Michaels Adam Shankman Gæster |

## Kan Du Danse
I sommeren 2006, lanceredes en dansk version af programmet ved navn Kan du danse?, hvor Thomas Mygind og freelancer danser Anne Katrine Skole var vært, med koreograferne Toniah Pedersen, Kenneth Kreutzmann, og Niclas Bendixen som dommerpanel..

## Andre versioner
Programmet er også blevet udgivet i lande som Canada, Polen, Grækenland, Tyskland og i Norge hvor programmet hed Dansefeber.

### Dansefeber
- Vindere: Adil Khan (breakdance), Hanna Mjåvatn (moderne)
- 2. pladser: Maria Henriette Nygård (moderne), Eric Christoffer Nærbø (streetdance)
- 3. pladser: Christopher Flinder Petersen (moderne), Michelle Jeanine Purvis (jazz)
- 4. pladser: Tine Aspaas (jazz), Bjørn Wettre Holthe (selskapsdans)

## So You Think You Can Dance – Scandinavia
I 2008 blev der produceret en ny udgave af programmet, med 3 lande, Norge, Sverige og Danmark, der hed So You Think You Can Dance – Scandinavia. Det endte med en norsk vinder, hiphopdanseren Mona-Jeanette Berntsen. På andenplads kom danske streetdancer Martin Gæbe. Dommerne var norkse Merte Lingjærde som er moderne jazzkoreograf, svenske Fredrik"Benke" Rydman som er streetdancer og leder af streetdancekompaniet Bounce og danske Niclas Bendixen som har koreograferet mange musikaler og show i Danmark. Værterne var norske Henriette Lien, svenske Kicki Berg og danske Vicki Jo.
- Pladser:

| Plads    | Deltager                 | Dansestil          | Land    |
| Vinder   | Mona-Jeanette Berntsen   | Hiphop             | Norge   |
| 2. plads | Martin Gæbe              | Hiphop             | Danmark |
| Top 4    | Daniel Kouvinen          | Streetjazz         | Sverige |
| Top 4    | Mynte Lagoni             | Moderne            | Danmark |
| Top 6    | Sergio Benvindo Junior   | Moderne            | Sverige |
| Top 6    | Emma Hedlund             | Jazz               | Sverige |
| Top 8    | Ronni Morgenstjerne      | Hiphop             | Danmark |
| Top 8    | Siv Gaustad              | Moderne            | Norge   |
| Top 10   | Robin Peters             | Jazz               | Sverige |
| Top 10   | Trinh Nguyen             | Moderne            | Norge   |
| Top 12   | Egor Filipenko           | Latin Selskapsdans | Norge   |
| Top 12   | Huyen Huynh              | Hiphop             | Norge   |
| Top 14   | Marvin Spahi             | Hiphop             | Danmark |
| Top 14   | Marie Sol Sandberg       | Moderne            | Danmark |
| Top 16   | Daniel Sarr              | Hiphop             | Norge   |
| Top 16   | Sandra Vather            | Moderne            | Sverige |
| Top 24   | Phillip Benjamin Jenkins | Moderne            | Danmark |
| Top 24   | Geir Gundersen           | Latin Selskapsdans | Norge   |
| Top 24   | Anete Jensen-Bach        | Hiphop             | Danmark |
| Top 24   | Suzanna Asovich          | Moderne            | Sverige |
| Top 24   | Mario Pèrez Amigo        | Hiphop             | Sverige |
| Top 24   | Yngvar Martin Halvorsen  | Breaking           | Norge   |
| Top 24   | Andrea Schirmer          | Latin Selskapsdans | Sverige |
| Top 24   | Stinna Rosemary Shaktiva | Moderne            | Danmark |

## Fodnoter
1. ↑  "Danish broadcaster press release about "Kan du danse"". Arkiveret fra originalen 23. december 2007. Hentet 29. november 2007.